# Hemmelsberger Kurve

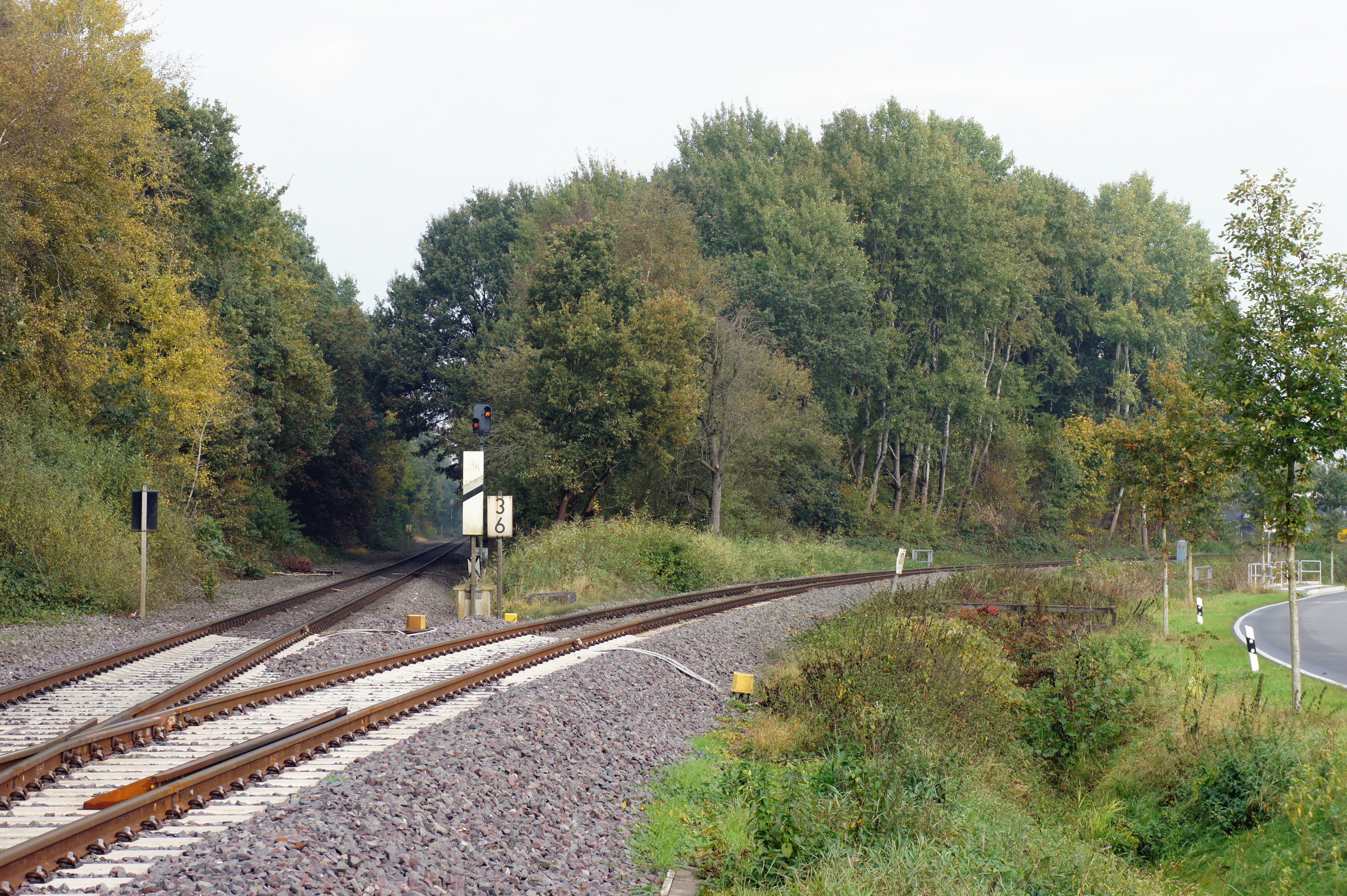
Von Süden kommend rechts die Hemmelsberger Kurve (2016)

| Streckennummer (DB): | 1511                 |                                   |                                   |
| Streckenlänge: | 2,4 km               |                                   |                                   |
| Spurweite: | 1435 mm (Normalspur) |                                   |                                   |
| Streckengeschwindigkeit: | 40 km/h              |                                   |                                   |
| |                      |                                   |                                   |
| \| \| \| von Bremen Hbf \| \| \| \| 0,0 \| Oldenburg-Hemmelsberg (Abzw) \| Oldenburg-Hemmelsberg (Abzw) \| \| \| \| nach Oldenburg (Oldb) Hbf \| \| \| \| 0,1 \| Abzweig nach Oldenburg Rbf \| Abzweig nach Oldenburg Rbf \| \| \| 0,5 \| Sandweg \| Sandweg \| \| \| 1,3 \| Bremer Heerstraße \| Bremer Heerstraße \| \| \| 1,5 \| A 28 (früher Umgehungsstraße) \| A 28 (früher Umgehungsstraße) \| \| \| \| von Oldenburg (Oldb) Hbf \| \| \| \| 2,4 \| Oldenburg (Oldb) Tweelbäke (Abzw) \| Oldenburg (Oldb) Tweelbäke (Abzw) \| \| \| \| nach Oldenburg Rbf \| \| \| \| \| nach Osnabrück-Eversburg \| \| |                      |                                   |                                   |
| Strecke |                      | von Bremen Hbf                    | von Bremen Hbf                    |
| Blockstelle | 0,0                  | Oldenburg-Hemmelsberg (Abzw)      | Oldenburg-Hemmelsberg (Abzw)      |
| Abzweig geradeaus und nach rechts |                      | nach Oldenburg (Oldb) Hbf         | nach Oldenburg (Oldb) Hbf         |
| Strecke von links (außer Betrieb) · Abzweig geradeaus und ehemals nach rechts | 0,1                  | Abzweig nach Oldenburg Rbf        | Abzweig nach Oldenburg Rbf        |
| Bahnübergang (Strecke außer Betrieb) · Bahnübergang | 0,5                  | Sandweg                           | Sandweg                           |
| Bahnübergang (Strecke außer Betrieb) · Bahnübergang | 1,3                  | Bremer Heerstraße                 | Bremer Heerstraße                 |
| Strecke mit Straßenbrücke (Strecke außer Betrieb) · Strecke mit Straßenbrücke | 1,5                  | A 28 (früher Umgehungsstraße)     | A 28 (früher Umgehungsstraße)     |
| Kreuzung geradeaus oben (Strecke geradeaus außer Betrieb) · Abzweig geradeaus und von rechts |                      | von Oldenburg (Oldb) Hbf          | von Oldenburg (Oldb) Hbf          |
| Strecke (außer Betrieb) · Blockstelle | 2,4                  | Oldenburg (Oldb) Tweelbäke (Abzw) | Oldenburg (Oldb) Tweelbäke (Abzw) |
| Strecke nach rechts (außer Betrieb) · Strecke |                      | nach Oldenburg Rbf                | nach Oldenburg Rbf                |
| Strecke |                      | nach Osnabrück-Eversburg          | nach Osnabrück-Eversburg          |

Die Hemmelsberger Kurve ist eine 2,4 km lange Bahnstrecke im Stadtgebiet von Oldenburg (Oldenburg), die die Strecken Bremen–Oldenburg und Oldenburg–Osnabrück miteinander verbindet. Sie wurde am 6. Juni 1911 durch die Großherzoglich Oldenburgischen Staatseisenbahnen eröffnet und ging 1920 auf die Deutsche Reichsbahn über. Bis Mitte der 1970er Jahre verband sie außerdem die Bahnstrecke Bremen–Oldenburg mit dem Rangierbahnhof Oldenburg-Krusenbusch. Das Gleis zum Rangierbahnhof wurde mit dem Bau der Bundesautobahn 28 unterbrochen und aufgrund der gesunkenen Bedeutung des Bahnhofes nicht mehr aufgebaut. Heute dient die Strecke hauptsächlich dem Güterverkehr nach Ahlhorn und Großenkneten. Durchgehender Güterverkehr von Bremen nach Osnabrück wird über die Rollbahn abgewickelt.

## Betrieb
Der Abzweig Hemmelsberg wird seit 1966 vom Stellwerk „Opf“ des Oldenburger Hauptbahnhofs gesteuert. Der Abzweig Tweelbäke wurde ursprünglich vom Stellwerk "F1" des Rangierbahnhofes gesteuert, und wird seit dessen endgültiger Stilllegung ebenfalls von „Opf“ ferngestellt.